# Latridiinae
Sous-famille
Latridiinae est une sous-famille d'insectes coléoptères de la famille des Latridiidae.

## Genres
Adistemia - Akalyptoischion - Besuchetia - Cartodere - Dicastria - Dienerella - Enicmus - Euchionellus - Eufallia - Eufalloides - Herfordia - Latridius - Lithostygnus - Metophthalmoides - Metophthalmus - Mumfordia - Nalpaumia - Revelieria - Stephostethus - Thes †Archelatrius